# Pucca
Pucca er en tegnefilmserie produceret af Vooz og Jetix. I Danmark sendes den på Jetix.
Serien handler om den 10-årige pige Pucca, der på alle mulige og umulige måder prøver at komme til at kysse den unge ninja Garu, der med al magt forsøger at undgå det – dog ofte uden det store held. Indimellem må Garu dog også slås mod den onde Tobe og hans onde ninjabande. Pucca hjælper dog Garu.
En væsentlig del af serien foregår i Sooga-landsbyen.

## Personer
I serien er der selvfølgelig andre personer end Pucca og Garu.
Her kommer en liste over alle de personer i Sooga landsbyen, som vi kender til. Der kommer en kort beskrivelse af personerne*.
Pucca – Den søde pige, med den røde kjole og sort hår sat op i to knolde, der er forelsket i Garu. Hun elsker nudler.

Garu – Han er en ninja elev. Han har en kat(Mio) og kan ikke lide at Pucca kysser ham.

Ching – Hun er Puccas bedste veninde, og er forelsket i Abyo.

Bruce – Han er politichef og far til Abyo.

Abyo – Han er lidt af en blærerøv! Han er en "efteraber" kung-fu stjerne.

Uncle Dumpling – Han er køkkenchef på restauraten "Go-Rong"

Linguini – Han er kok på "Go-Rong." Han har et stort temperament.

Ho – Han arbejder på "Go-Rong" og han har en evne, han kan tilberede mad med ild.

Dada – Han er tjener på "Go-Rong". Han er genert og klodset.

Tobe – Han er en ond ninja, der sammen med hans ninja gruppe, vil gøre Garu fortræd.

Mio – Han er Garus kat, og forelsket i den lyserøde kat Yani.

Yani – Alle katte i Sooga landsbyen er forelsket i hende.

Master Soo – Han bor på Måne-bjerget, sammen med Maidens og styrer vejret i landsbyen.

Maidens – De fnisende damer, bor sammen med Master Soo. Der er mange af dem.

Chang – Han underviser ninja elevere.

Ssoso – Han er en munk. Hans venner er Pucca, Garu. Han er tit nervøs.

Santa – Han er altid i vejen for de andre. Han er julemanden.

- = Alle disse personer er med i tegnefilmserien "Pucca", som kan ses på Jetix.

BEMÆRK! Der er også andre personer med i serien. Dem, der står der, er dem, der er mest med.